# Militaire Luchtvaart Museum

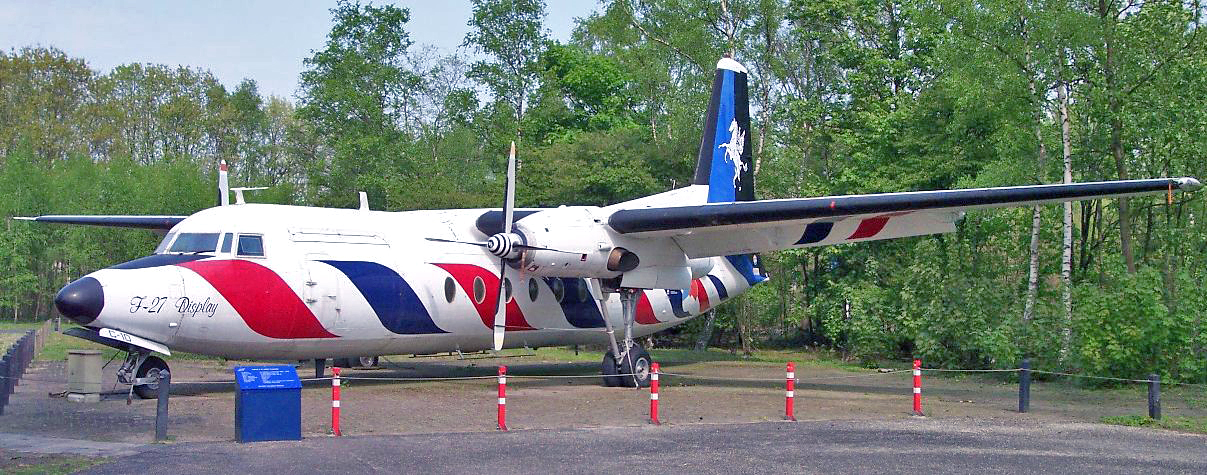
Fokker F-27-300 des Militaire Luchtvaart Museum

Das Militaire Luchtvaart Museum war das Museum der Koninklijke Luchtmacht nahe dem Militärflugplatz bei Soesterberg. Die Sammlung wurde Ende 2014 in das neu gegründete Nationaal Militair Museum verlegt.

## Exponate
- Auster Mark III
- Bölkow Bo 105 CB
- Breguet BR 1150 Atlantic
- Consolidated PBY-5 A Catalina
- Convair F-102A Delta Dagger
- Dornier Do 24 K
- Douglas DC-3/C-47 "Skytrain"
- Farman HF-20
- Fokker C.X
- Fokker D.VII
- Fokker D.XXI
- Fokker G.1A
- Fokker S.11 "Instructor"
- Fokker S.14 "Machtrainer"
- Fokker F-27-300M Troopship
- General Dynamics F-16A
- Gloster Meteor MK4
- Grumman S-2A Tracker
- de Havilland D.H.82 Tiger Moth
- De Havilland DH-89B Dominie
- de Havilland DHC-2 Beaver
- Hawker Hunter F Mk. 4
- Hawker Sea Fury F.B. 51
- Hawker Sea Hawk FGA 50
- Hiller OH-23C Raven
- Koolhoven F.K.51
- Lockheed T-33A
- Lockheed 12A
- Lockheed Neptune SP 2H
- Lockheed F-104G Starfighter
- Mc Donnell Douglas F-15A
- Mikojan MiG-21 PFM
- Northrop NF-5B
- North American P-51 Mustang
- North American B-25 J Mitchell
- North American Harvard AT16
- North American F-100D Super Sabre
- North American F-86K Sabre
- Piper Super Cub L18C
- Republic F-84G Thunderjet
- Republic F-84F Thunderstreak
- Republic F-84F Thunderflash
- Sikorsky S-58
- Sud Aviation Alouette II
- Sud Aviation Alouette III
- Sud Aviation Alouette III (SAR)
- Supermarine Spitfire LF.Mk.IX.C.